# Bobby Reynolds
Robert Thomas Reynolds, detto Bobby (Cape Cod, 17 luglio 1982), è un ex tennista statunitense.

## Statistiche

### Doppio

#### Vittorie (1)
| Legenda                                                           |
| Grande Slam (0)                                                   |
| Tennis Masters Cup (0) / ATP World Tour Finals (0)                |
| Masters Series (0) / ATP World Tour Master 1000 (0)               |
| ATP International Series Gold (0) / ATP World Tour 500 Series (0) |
| ATP International Series (1) / ATP World Tour 250 Series (0)      |

| Numero | Data           | Torneo                          | Superficie | Compagno     | Avversari in finale       | Punteggio |
| 1.     | 14 luglio 2006 | RCA Championships, Indianapolis | Cemento    | Andy Roddick | Paul Goldstein Jim Thomas | 6-4, 6-4  |

#### Finali perse (2)
| Legenda                                                           |
| Grande Slam (0)                                                   |
| Tennis Masters Cup (0) / ATP World Tour Finals (0)                |
| Masters Series (0) / ATP World Tour Master 1000 (0)               |
| ATP International Series Gold (0) / ATP World Tour 500 Series (0) |
| ATP International Series (2) / ATP World Tour 250 Series (0)      |

| Numero | Data              | Torneo                      | Superficie | Compagno      | Avversari in finale           | Punteggio |
| 1.     | 28 agosto 2005    | Pilot Pen Tennis, New Haven | Cemento    | Rajeev Ram    | Gastón Etlis Martin Rodriguez | 4-6, 3-6  |
| 2.     | 28 settembre 2008 | China Open, Pechino         | Cemento    | Ashley Fisher | Stephen Huss Ross Hutchins    | 5-7, 4-6  |

### Tornei minori

#### Vittorie (11)
| Legenda tornei minori |
| Challengers (10)      |
| Futures (1)           |

| Numero | Data              | Torneo                                                     | Superficie     | Avversario in finale | Punteggio        |
| 1.     | 19 settembre 2004 | Southeastern Wisconsin Professional Men's Futures, Kenosha | Cemento        | Huntley Montgomery   | 4-6, 6-2, 6-3    |
| 2.     | 13 novembre 2005  | Music City Challenger, Nashville                           | Cemento        | Ramón Delgado        | 6-4, 6-4         |
| 3.     | 1º ottobre 2006   | USTA Challenger of Oklahoma, Tulsa                         | Cemento        | Michael Russell      | 7–6(3), 6-3      |
| 4.     | 6 maggio 2007     | Naples Challenger, Napoli                                  | Terra verde    | Robert Kendrick      | 7–6(5), 6-4      |
| 5.     | 20 aprile 2008    | Tallahassee Tennis Challenger, Tallahassee                 | Cemento        | Robert Kendrick      | 5-7, 6-4, 6-3    |
| 6.     | 27 aprile 2008    | Baton Rouge Pro Tennis Classic, Baton Rouge                | Cemento        | Igor' Kunicyn        | 6-3, 6(3)–7, 7-5 |
| 7.     | 23 novembre 2008  | Knoxville Challenger, Knoxville                            | Cemento indoor | Luka Gregorc         | 6-4, 6-2         |
| 8.     | 6 giugno 2010     | Weil Tennis Academy Challenger, Ojai                       | Cemento        | Marinko Matosevic    | 3-6, 7-5, 7-5    |
| 9.     | 19 settembre 2010 | Weil Tennis Academy Challenger, Tulsa                      | Cemento        | Lester Cook          | 6-3, 6-3         |
| 10.    | 1º maggio 2011    | Torneo Internacional AGT, León                             | Cemento        | Andre Begemann       | 6-3, 6-3         |
| 11.    | 18 settembre 2011 | USTA Challenger of Oklahoma, Tulsa                         | Cemento        | Michael McClune      | 6–1, 6–3         |

#### Finali perse (7)
| Legenda tornei minori |
| Challengers (6)       |
| Futures (1)           |

| Numero | Data              | Torneo                                           | Superficie     | Avversario in finale | Punteggio           |
| 1.     | 22 giugno 2003    | Shasta Orthodontics Men's Future, Chico          | Cemento        | Matias Boeker        | 2-6, 2-6            |
| 2.     | 21 luglio 2005    | Fifth Third Bank Tennis Championships, Lexington | Cemento        | Dudi Sela            | 3-6, 6-3, 4-6       |
| 3.     | 25 settembre 2005 | Lubbock Challenger, Lubbock                      | Cemento        | Ramón Delgado        | 6-2, 6(5)–7, 3-6    |
| 4.     | 10 aprile 2007    | Yuba City Racquet Club Challenger, Yuba City     | Cemento        | Kevin Kim            | 4-6, 6-0, 3-6       |
| 5.     | 22 luglio 2007    | Comerica Bank Challenger, Aptos                  | Cemento        | Donald Young         | 5-7, 0-6            |
| 6.     | 20 marzo 2010     | Men's Rimouski Challenger, Rimouski              | Cemento indoor | Fritz Wolmarans      | 7–6(2), 3-6, 6(3)–7 |
| 7.     | 3 luglio 2011     | Nielsen Pro Tennis Championships, Winnetka       | Cemento        | James Blake          | 3-6, 1-6            |